# Joseph Ward
Joseph George Ward (Melbourne, 26 april 1856 – Wellington, 8 juli 1930) was een Nieuw-Zeelands politicus. Hij was tweemaal premier van Nieuw-Zeeland.

## Levensloop

### Jeugd
Ward werd geboren in een Ierse familie die in Australië woonde. Zijn vader overleed toen hij vier was. Zijn moeder, een succesvolle zakenvrouw, voedde hem verder op. Toen hij zeven was verhuisde het gezin naar Nieuw-Zeeland. In Bluff opende zijn moeder een winkel en pension. Ward bezocht alleen het basisonderwijs. Vervolgens werkte hij op een postkantoor. Met een lening van zijn moeder werd Ward actief in de graanhandel.

### Politiek actief
Op zijn eenentwintigste werd Ward gekozen in de gemeenteraad van Bluff en vier jaar later was hij al burgemeester. In 1889 werd hij gekozen in het parlement van Nieuw-Zeeland. In het parlement behoorde hij tot de liberale vleugel en het was dus geen verrassing dat Ward in 1890 toe trad tot de nieuw gevormde Liberale Partij. Premier John Ballance benoemde Ward in 1891 in zijn kabinet als postmeester. Na de dood van Ballance in 1893 maakte diens opvolger Richard Seddon hem minister van Financiën. Als minister van Financiën bevoordeelde Ward vooral het bedrijfsleven, omdat hij geloofde dat dat het beste was voor de ontwikkeling van de economie.
Tegelijkertijd verwaarloosde Ward als minister van Financiën zijn eigen bedrijf. In 1897 werd hij failliet verklaard, waardoor hij wettelijk gezien ook zijn parlementszetel moest opgeven. Tegelijker was er geen wettelijke beperking om zich herkiesbaar te stellen. Ward stelde zich daarom opnieuw verkiesbaar en werd met een forse meerderheid van de stemmen herkozen.
Ward wist zijn bedrijf weer op te bouwen en zijn schulden af te betalen. Binnen het kabinet werd hij een van Seddons trouwste bondgenoten. Ward was in Londen toen Seddon in 1906 overleed. De terugreis duurde twee maanden. William Hall-Jones trad daarom op als waarnemend premier tot Ward na zijn terugkeer in augustus 1906 werd ingezworen als premier.

### Eerste keer premier
Onder Wards leiding kreeg Nieuw-Zeeland in 1907 de status van Dominion. Zijn premierschap werd gekenmerkt door veel interne partijdisputen. De twee belangrijkste groepen in zijn achterban waren links georiënteerde arbeiders en conservatieve kleine boeren. Deze beiden groepen kwamen steeds vaker met elkaar in botsing en het lukte Ward niet goed om een brug tussen beiden te slaan. In plaats daarvan verlegde hij een groot deel van zijn aandacht naar de buitenlandse politiek.
De Liberale Partij won de parlementsverkiezingen van 1908, maar behaalde bij de verkiezingen van 1911 geen meerderheid. Alleen dankzij de stem van de parlementsvoorzitter bleef Ward aan als premier. Wards positie was echter wankel en het jaar daarop wees zijn partij minister van Landbouw Thomas Mackenzie aan als Wards opvolger. Velen dachten dat Wards politieke carrière voorbij was, maar hij bleef lid van het parlement en hield zich met kleinere onderwerpen bezig.

### Oppositieleider
In oktober 1913 keerde Ward terug als partijleider van de Liberalen, die intussen in de oppositie waren beland. Ward zocht de samenwerking met de groeiende arbeidersbeweging. Bij de parlementsverkiezingen van 1914 groeide de Liberale Partij met twee zetels. De regerende Hervormingspartij had slechts een minieme meerderheid Bij tussentijdse verkiezingen in het district Dunedin Central stond daarom veel op het spel. De partij van Ward deed zelf niet mee, maar hij steunde de Labour-kandidaat. De Liberalen konden in geval van winst samen met de Labourpartij een nieuwe regering vormen. Zo ver kwam het niet, want de Hervormingspartij behield de zetel.
Ward accepteerde in augustus 1915 een aanbod van premier William Massey om gedurende de rest van de Eerste Wereldoorlog een regering van nationale eenheid te vormen. Ward werd benoemd als vicepremier en minister van Financiën. De samenwerking tussen beide mannen was niet goed. Behalve de politieke verschillen was de kerkelijke achtergrond van beide mannen ook zeer verschillend (Massey was een Ierse protestant, terwijl Ward van rooms-katholieke huize was).
Ward verloor zijn parlementszetel bij de eerste naoorlogse verkiezingen in 1919. Pas zes jaar later keerde hij terug in het parlement. De Liberale Partij was op dat moment uit elkaar gevallen. De restanten waren opgegaan in de United Party. Binnen die partij vochten George Forbes en Bill Veitch om het leiderschap, maar geen van beiden kwam echt bovendrijven. De fractie koos daarom voor Ward als compromiskandidaat in de hoop te profiteren van diens status als voormalig premier.

### Tweede maal premier

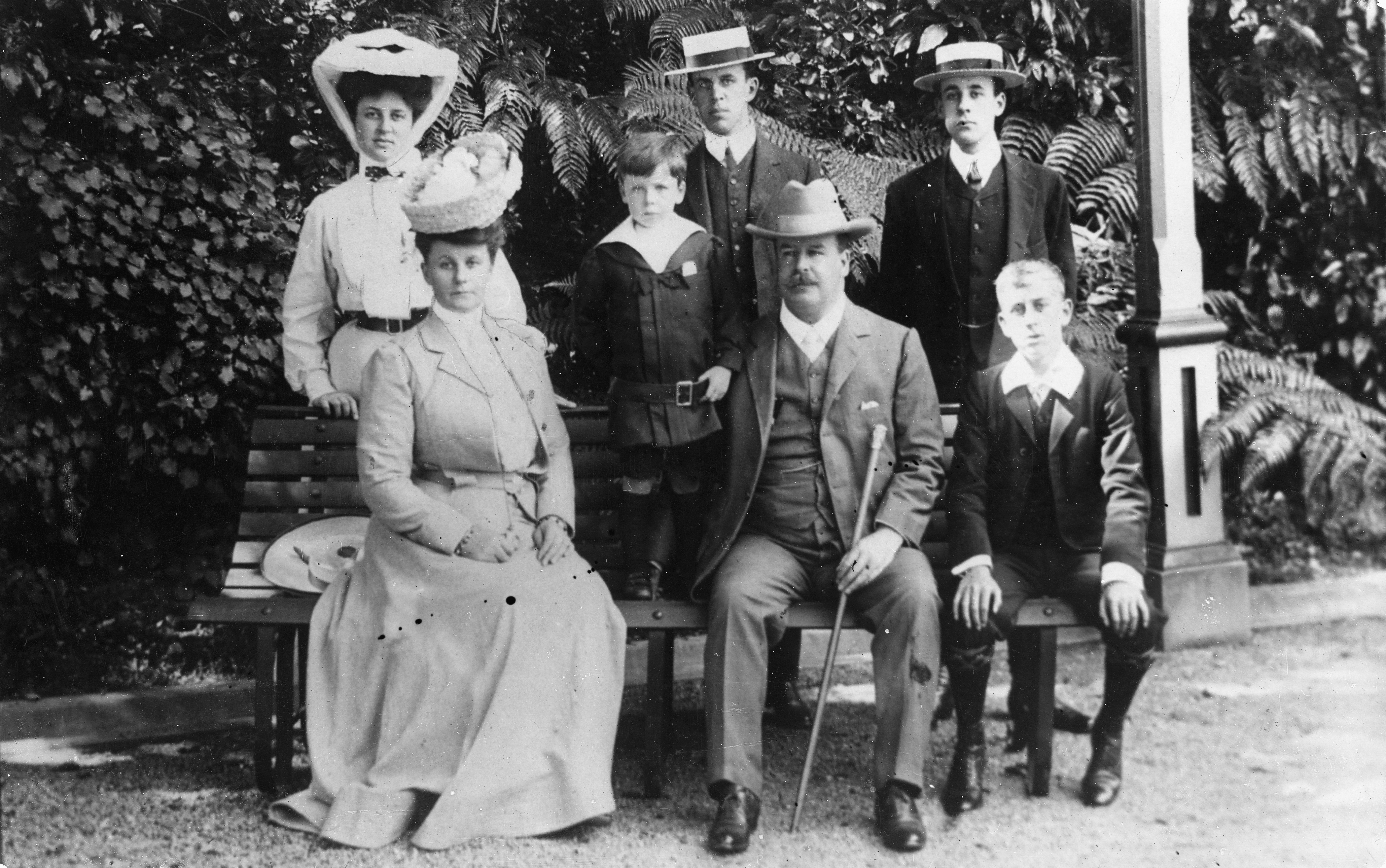
Ward met zijn gezin (1905)

Tijdens de verkiezingen van 1928 beloofde Ward de zeventig miljoen pond te lenen om die in de kwakkelende economie te lezen, hoewel de "belofte" werd geweten aan een leesfout vanwege Wards verslechterde zicht. Ondanks de bezwaren binnen zijn eigen partij was dit genoeg om evenveel zetels als de Hervormingspartij te halen. Met steun van de Labourpartij keerde Ward na tweeëntwintig jaar terug als premier. Hij wilde dat de aanhang van de liberalen onder jongeren vergroten en nam slechts twee personen met ministeriële ervaring op in zijn kabinet. In 1929 zag Wards regering toch af van de lening van zeventig miljoen pond.
Wards gezondheid nam snel af. In het najaar van 1929 woonde hij bijna geen debatten meer bij en vanaf maart 1930 verzaakte hij bij kabinetsbijeenkomsten. Ward had meerder hartaanvallen. George Forbes verving hem vaak Onder druk van familie en collega's trad Ward op 29 mei 1929 af. Forbes volgde hem op als premier. Hij bleef lid van het kabinet als minister zonder portefeuille. Twee maanden na zijn aftreden overleed Ward.